# Liste der Mitglieder des Sächsischen Landtags 1833/34
Diese Liste gibt einen Überblick über die Mitglieder des ersten konstitutionellen Sächsischen Landtags des Jahres 1833/34.

## Zusammensetzung der I. Kammer

### Präsidium
- Präsident: Ernst Gustav von Gersdorf
- Vizepräsident: Christian Adolph Deutrich
- 1. Sekretär: Ludwig Friedrich Ferdinand von Zedtwitz
- 2. Sekretär: Ernst Friedrich Hartz

### Vertreter des Königshauses und der Standesherrschaften
| Besitz oder Institution                                      | Abgeordneter                     | Bemerkungen                    |
| ------------------------------------------------------------ | -------------------------------- | ------------------------------ |
| Sächsisches Königshaus                                       | Prinz Johann                     |                                |
| Besitzer der Standesherrschaft Königsbrück                   | Peter Alfred Graf von Hohenthal  |                                |
| Besitzer der Standesherrschaft Reibersdorf                   | vakant                           |                                |
| Bevollmächtigter der Herrschaft Wildenfels                   | Curt Ernst von Posern            |                                |
| Vertreter der vier Schönburgischen Lehnsherrschaften         | Otto Victor Fürst von Schönburg  |                                |
| Bevollmächtigter der fünf Schönburgischen Rezessherrschaften | Albert von Carlowitz             |                                |
| Vertreter der Universität Leipzig                            | Wilhelm Traugott Krug            |                                |
| Vertreter der Universität Leipzig                            | Friedrich Adolph Schilling       | eingetreten am 15. April 1833  |
| Vertreter der Universität Leipzig                            | Karl Klien                       | eingetreten am 21. Mai 1833    |
| Vertreter der Universität Leipzig                            | Ernst Heinrich Weber             | eingetreten am 4. Oktober 1833 |
| Vertreter der Universität Leipzig                            | Johann Christian August Heinroth | eingetreten am 4. Juni 1834    |

### Vertreter der Geistlichkeit
| Amt                                  | Abgeordneter                               | Bemerkungen |
| ------------------------------------ | ------------------------------------------ | ----------- |
| Evangelischer Oberhofprediger        | Christoph Friedrich von Ammon              |             |
| Dekan des Domstifts zu Bautzen       | Ignaz Bernhard Mauermann                   |             |
| Superintendent zu Leipzig            | Christian Gottlob Lebrecht Großmann        |             |
| Vertreter des Kollegiatstifts Wurzen | Johann Georg Keil                          |             |
| Vertreter des Hochstifts Meißen      | Eduard Gottlob von Nostitz und Jänckendorf |             |

### Auf Lebenszeit gewählte Abgeordnete der Rittergutsbesitzer
| Wahlbezirk            | Abgeordneter                                              | Bemerkungen                   |
| --------------------- | --------------------------------------------------------- | ----------------------------- |
| Meißner Kreis         | Carl Wilhelm von Oppel                                    | † 22. November 1833           |
| Meißner Kreis         | Ferdinand von Reibold                                     | eingetreten am 22. April 1834 |
| Meißner Kreis         | Heinrich Ludwig von Erdmannsdorf                          |                               |
| Meißner Kreis         | Dietrich von Miltitz                                      |                               |
| Erzgebirgischer Kreis | Christian Friedrich Meinhold                              |                               |
| Erzgebirgischer Kreis | Georg Ludwig Freiherr von Welck                           |                               |
| Oberlausitz           | Gottlob Heinrich von Minkwitz                             |                               |
| Oberlausitz           | Wilhelm Carl Heinrich von Polenz                          |                               |
| Oberlausitz           | Carl Friedrich Wilhelm August von Ziegler und Klipphausen |                               |
| Leipziger Kreis       | Heinrich Wilhelm Crusius                                  |                               |
| Leipziger Kreis       | Alexander August von Einsiedel                            |                               |
| Vogtländischer Kreis  | Carl Gustav Freiherr von Beust                            |                               |
| Vogtländischer Kreis  | Heinrich Leopold von Beust                                |                               |

### Rittergutsbesitzer durch Königliche Ernennung
- Ernst Gustav von Gersdorf
- Ludwig Friedrich Ferdinand von Zedtwitz
- Hans Adolph von Hartitzsch
- Hans Friedrich Curt von Lüttichenau
- Wilhelm Eberhard Ferdinand von Pflugk
- Otto Rudolph Graf Vitzthum von Eckstädt
- Joachim Moritz Wilhelm Baumann
- Ernst Gottlob von Heynitz
- Heinrich LXIII. Reuß zu Köstritz
- Xaver Maximilian Cäsar von Schönberg

### Magistratspersonen
| Wahlbezirk | Abgeordneter                                    | Bemerkungen |
| ---------- | ----------------------------------------------- | ----------- |
| Dresden    | Karl Balthasar Hübler, Bürgermeister            |             |
| Leipzig    | Christian Adolf Deutrich, Bürgermeister         |             |
| Freiberg   | Ernst Wilhelm Bernhardi, Bürgermeister          |             |
| Annaberg   | Carl Friedrich Reiche-Eisenstuck, Bürgermeister |             |
| Pirna      | Paul August Ritterstädt, Bürgermeister          |             |
| Plauen     | Ernst Wilhelm Gottschald, Bürgermeister         |             |
| Bautzen    | Ernst Friedrich Hartz, Bürgermeister            |             |
| Chemnitz   | Christian Friedrich Wehner, Bürgermeister       |             |

## Zusammensetzung der II. Kammer

### Präsidium
- Präsident: Wilhelm Friedrich August von Leyßer
- Vizepräsident: Karl Heinrich Haase
- 1. Sekretär: Friedrich Christian Bergmann
- 2. Sekretär: Friedrich Wilhelm Richter

### Abgeordnete der Rittergutsbesitzer
| Wahlbezirk            | Abgeordneter                                           | stellvertretender Abgeordneter                                 | Bemerkungen |
| --------------------- | ------------------------------------------------------ | -------------------------------------------------------------- | ----------- |
| Erzgebirgischer Kreis | Georg Heinrich Wolf von Arnim                          | Christian Andreas Kleeberg                                     |             |
| Erzgebirgischer Kreis | Wilhelm Albert Emil Freiherr von Kotzau                | Caspar Heinrich von Schönberg                                  |             |
| Erzgebirgischer Kreis | Christian August Hähnel                                | Heinrich Freiherr von und zu Mannsbach                         |             |
| Leipziger Kreis       | Friedrich Wilhelm Georg aus dem Winkel                 | August Gottlieb von Petrikowski-Lindenau                       |             |
| Leipziger Kreis       | Hans Adolph Heinrich Job von Carlowitz                 | Wilhelm Ernst Adolph aus dem Winkkel                           |             |
| Leipziger Kreis       | Johann Paul Hottewitzsch                               | Hermann Freiherr von Friesen                                   |             |
| Leipziger Kreis       | Friedrich Freiherr von Friesen                         | Friedrich Teichmann                                            |             |
| Meißner Kreis         | Christian Gottlieb Hähnel                              | Gottlob Friedrich von Thielau                                  |             |
| Meißner Kreis         | Friedrich Wilhelm Schäffer                             | Carl Friedrich August Freiherr Dathe von Burgk Dathe von Burgk |             |
| Meißner Kreis         | Carl Ferdinand Leopold Sigismund Edler von der Planitz | Curt Robert Freiherr von Welck                                 |             |
| Meißner Kreis         | Moritz Dam von der Pforte                              | Julius Bernhard von Könneritz                                  |             |
| Meißner Kreis         | Karl Heinrich Ferdinand Schütze                        | Heinrich Adolph Sahrer von Sahr                                |             |
| Oberlausitz           | Julius Gottlob Nostitz und Jänckendorf                 | Christian Graf und edler Herr zur Lippe-Biesterfeld            |             |
| Oberlausitz           | Georg Friedrich Wiesand                                | Carl Wilhelm von Standfest                                     |             |
| Oberlausitz           | Ernst Philipp von Kiesenwetter                         | Carl Gottlob Fiedler                                           |             |
| Oberlausitz           | Carl Wilhelm Traugott von Mayer                        | Egon Heinrich Gustav von Schönberg                             |             |
| Oberlausitz           | Heinrich Erdmann August von Thielau                    | Johann Heinrich Wilhelm Adolph von Hartmann                    |             |
| Vogtländischer Kreis  | Christoph August Becker                                | Alexander August von Beulwitz                                  |             |
| Vogtländischer Kreis  | Hans Julius Ferdinand von Trützschler                  | Friedrich Wilhelm von der Heydte                               |             |
| Vogtländischer Kreis  | Christian Gottlob Adler                                | August Friedrich Adler                                         |             |

### Abgeordnete der Städte
| Wahlbezirk | Abgeordneter                        | stellvertretender Abgeordneter   | Bemerkungen                                                                             |
| ---------- | ----------------------------------- | -------------------------------- | --------------------------------------------------------------------------------------- |
| 1          | August Sigismund Pitterlin          | Gottlob Lehmann                  |                                                                                         |
| 2          | Gustav Franz Käferstein             | Johann Gottfried Graichen        |                                                                                         |
| 3          | Gotthelf Traugott Esaias Häntzschel | Carl Ludwig Schwabe              |                                                                                         |
| 4          | Friedrich Wilhelm Richter           | Johann Heinrich Hoffmann         |                                                                                         |
| 5          | Christian Gottlob Atenstädt         | Christian Gottfried Schmidt      |                                                                                         |
| 6          | Karl August Köppe                   | Ernst Heinrich Zieger            | Die ursprüngliche Wahl des Kaufmanns Leuner in Sebnitz war für ungültig erklärt worden. |
| 7          | Johann Friedrich Esaias Häntzschel  | Friedrich Wilhelm Pommerich      |                                                                                         |
| 8          | Carl Friedrich Sachße               | Carl Gottlob Stecher             |                                                                                         |
| 9          | Christian Friedrich Becker          | Polycarp Gotthold Lechla         |                                                                                         |
| 10         | Christian Friedrich Job             | Carl Gottlob Friedrich Bennewitz |                                                                                         |
| 11         | Christian Wilhelm Bach              | Christian Friedrich Glumann      |                                                                                         |
| 12         | August Ferdinand Axt                | Hermann Behr                     |                                                                                         |
| 13         | Christian Friedrich Sendig          | Johann Lebrecht Schnorr          |                                                                                         |
| 14         | Ludwig Heinrich Delling             | Christian Friedrich Müller       |                                                                                         |
| 15         | Karl Ernst Richter                  | Karl Gottlieb Schmelzer          |                                                                                         |
| 16         | Johann Friedrich Ploß               | Michael Carl Ernst Richter       | Ploß lehnte laut Landtagsblatt die Wahl ab                                              |
| 17         | Heinrich Adolph Haußner             | Johann Gottlob Heynig            |                                                                                         |
| 18         | Erdmann Schweinitz                  | Christian Friedrich Bäßler       |                                                                                         |
| 19         | Ludwig Eduard Roux                  | Friedrich Adolph Klien           |                                                                                         |
| 20         | Friedrich Christian Bergmann        | Christian August Gelbke          |                                                                                         |
| Chemnitz   | Gottlieb Benjamin Krause            | Benjamin Friedrich Müller        |                                                                                         |
| Dresden    | Christian Gottlieb Eisenstuck       | Friedrich Adolph Kuhn            | exakte Benennung des Dresdner Wahlbezirks erfolgt in vorliegenden Quellen nicht         |
| Dresden    | Carl Ludwig Meisel                  | Friedrich Adolph August Struve   | exakte Benennung des Dresdner Wahlbezirks erfolgt in vorliegenden Quellen nicht         |
| Leipzig    | Karl Heinrich Haase                 | Eduard August Steche             | exakte Benennung des Leipziger Wahlbezirks erfolgt in vorliegenden Quellen nicht        |
| Leipzig    | Karl Friedrich Gerhard Gruner       | Carl Junghans                    | exakte Benennung des Leipziger Wahlbezirks erfolgt in vorliegenden Quellen nicht        |

### Abgeordnete des Bauernstandes
| Wahlbezirk | Abgeordneter                        | stellvertretender Abgeordneter  | Bemerkungen |
| ---------- | ----------------------------------- | ------------------------------- | ----------- |
| 1          | Georg Wagner                        | Adam August Hölzel              |             |
| 2          | Gottfried Lindner                   | Daniel Zimmermann               |             |
| 3          | Johann Gottfried Seydel             | Christian Gotthold Kahle        |             |
| 4          | Johann Gottfried Kaltofen           | Friedrich Wedag                 |             |
| 5          | Friedrich Gottlob Löser             | Johann Christian Oehmigen       |             |
| 6          | Johann Gottlieb Winkler             | Franz Carl Sickmann             |             |
| 7          | Wilhelm Friedrich August von Leyßer | Christian Wilhelm Hartmann      |             |
| 8          | Johann Friedrich Klahre             | Johann Christoph Förster        |             |
| 9          | August Friedrich Dammann            | Johann Traugott Walther         |             |
| 10         | Johann Gottlieb Rost                | Friedrich Wilhelm Händel        |             |
| 11         | Johann Gottfried Lommatzsch         | Johann George Rentzsch          |             |
| 12         | Karl Gotthelf Steiger               | Carl August Mehner              |             |
| 13         | Franz Ludwig Runde                  | August Friedrich Siegert        |             |
| 14         | Carl August Puttrich                | Carl Joseph Thümer              |             |
| 15         | Karl Friedrich Wilhelm Heyn         | Carl Ferdinand Oehme            |             |
| 16         | Christian Friedrich Flach           | Carl Fürchtegott Leßmüller      |             |
| 17         | Johann Friedrich Schüller           | Karl Edler von Querfurth        |             |
| 18         | Gottlieb Friedrich Grimm            | Georg Friedrich Kühn            |             |
| 19         | Johann Gottfried Vocke              | Johann Gottlieb Neumärker       |             |
| 20         | Christian Friedrich Schuster        | Johann Christoph Lautenschläger |             |
| 21         | Gottlieb Scholze                    | Johann Gottfried Riedel         |             |
| 22         | Karl Gottlob Domsch                 | Christian Gottfried Zimmermann  |             |
| 23         | Karl Gottlob Zische                 | Johann Gottlieb Unger           |             |
| 24         | Johann Gottlieb Mosig               | Carl Gottlieb Schierz           |             |
| 25         | Johann Isidor Kockul                | Johann Georg Rätze              |             |

### Vertreter des Handels und Fabrikwesens
| Abgeordneter               | stellvertretender Abgeordneter | Bemerkungen |
| -------------------------- | ------------------------------ | ----------- |
| Carl Wilhelm Blumenthal    | Friedrich Egg                  |             |
| Peter Otto Clauß           | Friedrich Ludwig Böhler        |             |
| Carl Lebrecht Hammer       | Carl Tenner                    |             |
| Heinrich Ludwig Lattermann | Friedrich Gottlob Oehlschlägel |             |
| Carl Christian Winkler     | Georg Friedrich Oehler         |             |

Anmerkungen: Die Abgeordneten des Handels und Fabrikwesens wurden für den Landtag 1833/34 von der Regierung ernannt, da Bestimmungen über deren Wahl fehlten.